# Eddie Hinton
Eddie Hinton (Lawton, 26 giugno 1947) è un ex giocatore di football americano statunitense che ha militato nel ruolo di wide receiver nella National Football League (NFL).

## Carriera
Hinton fu scelto dai Baltimore Colts nel corso del primo giro (25º assoluto) del Draft NFL 1969. Vi giocò fino al 1972 vincendo nel 1970 il Super Bowl V battendo i Dallas Cowboys 16-13. Nel 1973 disputò 11 partite con gli Houston Oilers e chiuse la carriera nel 1974 scendendo in campo 9 volte per i New England Patriots. In seguito visse nei pressi di San Antonio, Texas, lavorando come conducente di autobus.

## Palmarès
- Super Bowl : 1

Baltimore Colts: V
- American Football Conference Championship: 1

Baltimore Colts: 1970